# Rein (gruppo musicale)
I Rein sono stati un gruppo folk punk italiano formato a Roma nel 1999, noto anche per aver «sperimentato un nuovo modo di produrre e promuovere la musica».

## Storia
Guidati dal cantante e autore delle liriche Gianluca Bernardo, i Rein pubblicarono il primo album, Un'altra estate, nel 2005 ed in questo periodo firmarono un contratto con un'etichetta indipendente romana, che rescinderanno poi a fine anno. Alla fine dello stesso anno, grazie alla collaborazione con la Free Hardware Foundation, il gruppo pubblicò l'EP Est! con licenza Creative Commons Non commerciale - No derivate e l'Autorizzazione Diffusion della FHF, che consente, in abbinamento ad un'altra licenza, la libera esecuzione in pubblico per scopi non commerciali. All'album collaborò anche Roberto Billi de I ratti della Sabina, coautore del brano I tram di Roma. Fin dal primo album, i Rein pubblicano tutta la loro musica su Jamendo.
Tra il 2007 ed il 2008 il gruppo abbandonò la SIAE per poter pubblicare le proprie opere con licenza libera. Nel maggio 2008 uscì il secondo album del gruppo, Occidente, pubblicato sempre con licenza Creative Commons, anticipato nell'aprile 2007 dall'uscita del singolo, Grandtour.
Dopo una buona attività live, che ha incluso anche importanti festival internazionali, il 15 ottobre 2010 è stato pubblicato il terzo album del gruppo, È finita, pubblicato sotto licenza Digital Online Commons, una modifica della più tradizionale Creative Commons. L'album è stato anticipato dal video di Sul tetto, che si è poi classificato al secondo posto nella sezione "videoclip" al MArteLive 2011.
Nell'aprile 2011 hanno suonato alla Giornata Mondiale della Terra a Villa Borghese insieme a Patti Smith e Carmen Consoli.
Il 21 dicembre 2012 annunciano sull'home page del sito ufficiale lo scioglimento del gruppo.

## Formazione
- Gianluca Bernardo - voce, chitarra folk, testi[22]
- Claudio "Pozzio" Mancini - chitarre, organo[22]
- Luca De Giuliani - chitarra elettrica[22]
- Pierluigi Toni - basso elettrico, contrabbasso[22]
- Gabriele Petrella - batteria, cori (fino a giugno 2010)

### Turnisti del gruppo
- Claudio Montalto - tromba
- Matteo Gabbianelli - batteria, cori (da giugno a ottobre 2010)
- Gabriele Petrella - batteria, cori, percussioni (da ottobre 2010 al 2012)

## Discografia
Album di studio
- 2005 - Un'altra estate
- 2008 - Occidente
- 2010 - È finita

EP
- 2005 - Est!

Singoli
- 2007 - Grandtour